# Ro Hak-su
Ro Hak-su est un footballeur international nord-coréen, évoluant au poste de défenseur, notamment en équipe nationale.

## Biographie
On sait peu de choses sur la carrière en club de Ro Hak-su, qui évolue dans le championnat national nord-coréen.
Il est appelé dès 2008 en équipe nationale, afin de participer à l'édition inaugurale de l'AFC Challenge Cup. Ro va se distinguer en inscrivant le seul but de la rencontre de poule face à la Birmanie puis marque à nouveau face aux Birmans lors du festival offensif des Nord-Coréens, vainqueurs 4-0, lors du match pour la troisième place. Il sait lors de la compétition gagner sa place et dispute ainsi les cinq matchs de son équipe.
Malgré cette bonne performance, il n'est plus appelé en équipe nationale jusqu'en 2012, à l'occasion du second tour de la Coupe d'Asie de l'Est. Ro prend part à une des quatre rencontres de la Corée du Nord, entrant en cours de jeu face à Taïwan.

## Palmarès
- Troisième de l'AFC Challenge Cup 2008 avec la Corée du Nord